# LEN European Cup 1986-1987
La LEN European Cup 1986-1987 è stata la ventiquattresima edizione del massimo trofeo continentale di pallanuoto per squadre europee di club.
Le squadre qualificate per la fase finale sono state otto. Si è disputato un turno a gironi seguito da semifinali e finale in gare di andata e ritorno.
I campioni in carica dello Spandau Berlino hanno sconfitto in finale la Dinamo Mosca conquistando il trofeo per la terza volta.

## Quarti di finale

### Gironi
| Gruppo A        |
| sede: Cattaro   |
| - Košice        |
| - Crișul Oradea |
| - Primorac      |
| - Újpest        |

| Gruppo B       |
| sede: Napoli   |
| - Dinamo Mosca |
| - Glyfádas     |
| - Posillipo    |
| - Spandau      |

### Gruppo A
|    | Quarti 1986-1987 | Pti | G | V | N | P | GF | GS | DR |
| -- | ---------------- | --- | - | - | - | - | -- | -- | -- |
| 1. | Primorac         | 6   | 3 | 3 | 0 | 0 | 26 | 17 | +9 |
| 2. | Újpest           | 4   | 3 | 2 | 0 | 1 | 19 | 15 | +4 |
| 3. | Košice           | 2   | 3 | 1 | 0 | 2 | 25 | 29 | -4 |
| 4. | Crișul Oradea    | 0   | 3 | 0 | 0 | 3 | 18 | 27 | -9 |

|  | Primorac | 9-4 | Crisul |
|  | Újpest   | 8-5 | Košice |

|  | Primorac | 10-8 | Košice |
|  | Újpest   | 6-3  | Crisul |

|  | Primorac | 7-5   | Újpest |
|  | Košice   | 12-11 | Crisul |

### Gruppo B
|    | Quarti 1986-1987 | Pti | G | V | N | P | GF | GS | DR  |
| -- | ---------------- | --- | - | - | - | - | -- | -- | --- |
| 1. | Dinamo Mosca     | 4   | 3 | 2 | 0 | 1 | 31 | 21 | +10 |
| 2. | Spandau          | 4   | 3 | 2 | 0 | 1 | 23 | 21 | +2  |
| 3. | Posillipo        | 4   | 3 | 2 | 0 | 1 | 23 | 23 | 0   |
| 4. | Glyfádas         | 0   | 3 | 0 | 0 | 3 | 15 | 27 | -12 |

|  | Dinamo    | 12-3 | Glyfada |
|  | Posillipo | 7-6  | Spandau |

|  | Spandau   | 8-6  | Glyfada |
|  | Posillipo | 9-11 | Dinamo  |

|  | Dinamo    | 8-9 | Spandau |
|  | Posillipo | 7-6 | Glyfada |

## Semifinali
| Andata | Andata                | Andata |
| Data   | Gara                  | Ris.   |
| ------ | --------------------- | ------ |
| ?      | Spandau - Primorac    | 7-2    |
| ?      | Újpest - Dinamo Mosca | 7-10   |

| Ritorno | Ritorno               | Ritorno | Ritorno |
| Data    | Gara                  | Ris.    | Tot.    |
| ------- | --------------------- | ------- | ------- |
| ?       | Primorac - Spandau    | 6-5     | 8-12    |
| ?       | Dinamo Mosca - Újpest | 13-8    | 23-15   |

## Finale
| Andata | Andata                 | Andata |
| Data   | Gara                   | Ris.   |
| ------ | ---------------------- | ------ |
| ?      | Spandau - Dinamo Mosca | 10-5   |

| Ritorno | Ritorno                | Ritorno | Ritorno |
| Data    | Gara                   | Ris.    | Tot.    |
| ------- | ---------------------- | ------- | ------- |
| ?       | Dinamo Mosca - Spandau | 8-7     | 13-17   |

### Campioni
- Spandau Campione d'Europa:

Peter Röhle, Thomas Loebb, Piotr Bukowski, Schneider, Armando Fernández, Ehrl, Kison, Reimann, Hagen Stamm, Roland Freund, Grundt, Pollman, Kusch, Priefer.

## Fonti
- (EN)  LEN, The Dalekovod Final Four - Book of Champions 2011, 2011 (versione digitale)